# Hachujado
Hachujado är en ö i Sydkorea.   Den ligger i provinsen Jeju, i den södra delen av landet, 400 km söder om huvudstaden Seoul. Arean är 4,2 kvadratkilometer. Det är en av de två huvudöarna i Chujaöarna och har broförbindelse med den andra huvudön, Sangchujado.
Öns högsta punkt är cirka 150 meter över havet. 